# Бурозубка Радде
Бурозубка Радде, или европейская длиннохвостая бурозубка (лат. Sorex raddei), — вид млекопитающих из семейства землеройковых. Назван в честь учёного и путешественника Густава Ивановича Радде.

## Описание
Длина 57—80 мм, вес 6,5—13 г. Спинка коричневатая, брюшко кофейное. В кариотипе 36 хромосом.
Питаются насекомыми и дождевыми червями. В год бывает до 3 помётов по 3—5 детёнышей в каждом.
Обитают в Армении, Азербайджане, Грузии, России и Турции. МСОП присвоил виду охранный статус «Вызывающие наименьшие опасения» (LC).